# Scotomyces subviolaceus
Scotomyces subviolaceus (лат.) — вид роду Scotomyces.

## Особливості будови
Плодове тіло у цього виду товщиною 0,5 см, завдовжки кілька см, повністю розпростерте, нещільно прикріплене до субстрату, від сірувато-оливкового до темно-сіро-фіолетового забарвлення, порошкоподібне, оксамитове, коли висихає. Субгіменій та субікулюм шаруваті. У молодому віці плодові тіла дуже тонкі та не шаруваті. Початкова фаза арахноїда. Базидіоспори 6-9 × 4-5 мкм (7,2-9 × 3,5-6 мкм), широкоеліптичні, майже кулясті, тонкостінні, неамілоїдні, від гіалінового до коричневого кольору з гранулами та вкрапленнями на довгій стеригмі. Гіфи 2-4 мкм шириною, тонкостінні, від гіалінового до коричневого забарвлення з пряжками. Гіфальна система мономітна, тобто містить лише генеративні гіфи. Базидії 30-36 × 5-10 мкм, суббулавоподібні або циліндричні з 2-4 стеригмами. Цистидії відсутні.